# Vince Edwards (cestista)
Vincent Malik Edwards, detto Vince (Middletown, 5 aprile 1996), è un cestista statunitense.

## Biografia
È il figlio dell'ex cestista Bill Edwards.

## Carriera
È stato selezionato dagli Utah Jazz al secondo giro del Draft NBA 2018 (52ª scelta assoluta).
Con gli Stati Uniti ha disputato le Universiadi di Taipei 2017.